# Liste der Ehrenbürger von Schwabach
Die Ehrenbürgerwürde ist die höchste Auszeichnung, die die Stadt Schwabach zu vergeben hat. Es können maximal fünf lebende Personen gleichzeitig Ehrenbürger der Stadt sein. Daneben vergibt sie seit 1927 die Goldene Bürgermedaille. Zudem können Persönlichkeiten in das Ehrenbuch der Stadt eingetragen werden.
Seit 1867 wurden folgende Personen zu Ehrenbürgern ernannt. Von der Verleihung der während der Zeit des Nationalsozialismus an Paul von Hindenburg, Adolf Hitler, Julius Streicher und Adolf Wagner verliehenen Ehrenbürgerschaften hat sich der Stadtrat am 27. März 2009 in einem symbolischen Akt einstimmig distanziert.
Hinweis: Die Auflistung erfolgt chronologisch nach Datum der Zuerkennung. Die Liste ist nach 1965 vermutlich nicht vollständig.

## Die Ehrenbürger der Stadt Schwabach
1. (Georg Christoph) Friedrich Boeckh (* 1763; † 1845)
Stadtpfarrer, Dekan, Kirchenrat
Verleihung 1838
Boeckh wurde anlässlich seines 50-jährigen Amtsjubiläums für sein segensreiches Wirken als Geistlicher zum 1. Ehrenbürger Schwabachs ernannt.
2. Friedrich Wilhelm Meinel (* 8. November 1791; † 29. April 1879)
Stadtpfarrer, Dekan, Kirchenrat
Verleihung am 29. Juli 1867
Meinel wurde anlässlich seines 50-jährigen Amtsjubiläums für sein segensreiches Wirken als Geistlicher und seine Mitgliedschaft im Armenpflegschaftsrat zum Ehrenbürger ernannt.
3. Max Herold (* 27. August 1840; † 30. Juli 1921)
Stadtpfarrer, Dekan, Kirchenrat
Verleihung am 4. Mai 1900
Herold hatte sich Verdienste um die Schule, die Armenpflege und die kirchliche Kunst in der Stadt erworben.
4. Wilhelm Dümmler
Bürgermeister
Verleihung 1907
5. Fritz Ribot (* 20. August 1852; † 27. Juli 1914)
Fabrikbesitzer, Kommerzienrat, Landtagsabgeordneter
Verleihung am 2. Dezember 1907
Ribot diente von 1896 bis 1907 als Vorsitzender des Gemeindekollegiums. Für sein vorbildliches Wirken in diesem Amt auf allen Gebieten des gemeindlichen Lebens wurde ihm die Ehrenbürgerschaft zuerkannt.
6. Paul Goppelt (* 8. April 1849; † 1. September 1930)
Fabrikant, Vorsitzender des TV 1848 Schwabach von 1876 bis 1904[2].
Verleihung am 19. Dezember 1924
Goppelt wurde für seine Verdienste um das Wohl der Stadt in 43-jähriger ehrenamtlicher Tätigkeit geehrt.
  - Paul von Hindenburg (* 2. Oktober 1847 in Posen; † 2. August 1934 auf Gut Neudeck)

Reichspräsident
Verleihung am 15. September 1933
  - Adolf Hitler (* 20. April 1889 in Braunau am Inn; † 30. April 1945 in Berlin)

Reichskanzler
Verleihung am 15. September 1933, Widerruf März 2009[3]
  - Julius Streicher (* 12. Februar 1885 in Fleinhausen; † 16. Oktober 1946 in Nürnberg)

Verleger, Abgeordneter
Verleihung am 15. September 1933, Widerruf März 2009[3]
  - Adolf Wagner (* 1. Oktober 1890 in Algringen; † 12. April 1944 in Bad Reichenhall)

Gauleiter
Verleihung am 15. September 1933, Widerruf März 2009[3]
7. Johann Appler (* 8. Juni 1868; † 2. Februar 1951)
Oberlehrer
Verleihung am 11. Juni 1948
Die Ernennung Applers zum Ehrenbürger erfolgte für seine Verdienste um das Wohl der Stadt in 43-jähriger Tätigkeit als Gemeindebevollmächtigter, Stadtrat, Stadtpark- und Schulpfleger.
8. Franz Xaver Schuster (* 13. August 1876; † 25. August 1962)
Stadtpfarrer, Dekan, Geistlicher Rat
Verleihung am 25. Mai 1951
Schuster wurde für seine Verdienste um das Wohl der Stadt in der katholischen Kirchengemeinde und für sein erfolgreiches Zusammenwirken der Konfessionen zum Ehrenbürger ernannt.
9. Caroll B. McElroy
Oberstleutnant der US-Armee
10. James Daniel Hannon
Major der US-Armee
Verleihung am 8. Juli 1961
McElroy und Hannon wurden für ihre Verdienste um die kampflose Übergabe der Stadt am 19. April 1945 und ihre Bewahrung vor Zerstörung geehrt.
11. Fritz Dann (* 5. Dezember 1895)
Fabrikbesitzer
Verleihung am 5. Dezember 1965
Anlässlich seines 70. Geburtstages wurde Dann für seine Verdienste um den wirtschaftlichen Aufschwung der Stadt und seine großzügige Unterstützung der öffentliche Belange die Ehrenbürgerschaft zuerkannt.
12. Hans Hocheder
Altbürgermeister
Verleihung 1970
13. Herbert Justus Schmauser
Verleihung 1978
14. Kurt Kestler (* 22. Juli 1922; † 11. Juli 2003)
Altbürgermeister
Verleihung 1992
15. Hartwig Reimann
Altoberbürgermeister
Verleihung 2008
16. Rudolf „Rudi“ Nobis
  1. Gastwirt, Inhaber des Tanzcafés Nobis, Mitbegründer des Schwabacher Bürgerfests, Investor in die Stadt Schwabach
  2. Verleihung 2017[4]